# Corazonado
«Corazonado» (рус. Предчувствие) — это шестой сингл с альбома Рики Мартина «Vuelve». Он был выпущен 11 января 1999.

## Появление в чарте
Песня достигла двадцатой строки в Hot Latin Songs в США.

## Форматы и трек-листы
US promotional CD single
1. «Corazonado» – 4:58

## Чарты
| Чарт (1999)                    | Наивысшая позиция |
| ------------------------------ | ----------------- |
| US Billboard Latin Airplay     | 20                |
| US Billboard Latin Pop Airplay | 9                 |